# 고령 봉평리 암각화
고령 봉평리 암각화는 경상북도 고령군 운수면 봉평리에 있는 청동기시대의 암각화이다. 2012년 8월 1일 고령군의 향토문화유산 제1호로 지정되었다.

## 개요
봉평리 암각화는 고령군 향토문화유산 유형유산 제1호로 운수면 봉평리에서 대평리로 향하는 중간 지점에 있는 순평마을 동편에 형성된 해발 220m 야산의 서쪽 능선 사면의 산록에 위치하고 있다. 암각화가 새겨진 전체 바위면은 450ｘ210cm 정도로 최하단부는 북쪽이 높고 남쪽이 낮은 비스듬한 형태를 하고 있으며, 앞쪽 바닥에도 일부 암반이 노출되어 있다.
현재 암각화는 바위면 하부의 280ｘ90cm 정도 되는 범위에서만 확인되는데, 원래는 바위 전면에 새겨져 있었지만 상부는 풍화작용으로 박리된 것으로 추정된다.
암각은 바닥면에서 160cm 정도위에 있는 바위면 중앙 상단부에 지름 10cm, 깊이 4cm 정도의 바위구멍이 한 개 파여 있다. 그 아래인 바닥으로부터 90cm 정도 되는 바위면에는 대략 열다섯 개 정도의 그림이 새겨져 있다.
제작방식은 폭 1cm 내외, 깊이 2~3cm의 규모로 바위면을 쪼개 홈을 낸 다음 여러 차례 문질러 음각선으로 형태를 표현했다. 바위면 오른쪽에는 마재석검형(磨製石劍形) 암각이 3개 정도 확인되는데, 모두 돌칼이 아래로 향한 모양을 표현한 것으로 보인다.
이중 1점은 검신과 손잡이의 형태가 세형동검(歲刑銅劍)과 유사하다. 그리고 왼쪽에는 톱니 모양의 기하문이 새겨져 있으며, 그 위쪽에는 말굽형으로 보이는 암각이 새겨져 있다. 바위면의 왼쪽에는 비파형동모(琵琶形銅鉾)의 암각이 아래로 향하게 표현되어 있으며, 역시 아래를 향하고 있는 무경식석촉(無頸式石鏃)도 새겨져 있다.
그 외 가운데의 성혈을 중심으로 한 겹의 원을 둘러놓은 원형암각이 4~5점 정도가 확인된다.
그와 함께 바위면 전체에서 사선으로 그어놓은 선각과 20여개 내외의 쪼은 흔적이 곳곳에 있다.

## 지정 사유
봉평리 암각화는 우리나라 선사시대 미술과 신앙 및 제의 등과 관련된 새로운 자료로 측면에서 의미가 크다.
여러 점의 마제석검과 함께 비파형 동모를 표현한 것으로 보이는 그림은 청동기와 석기를 함께 묘사한 최초의 암각화가 될 것으로 보인다.
청동기시대에 석기를 제작할 때 생기는 부산물인 돌날 박편들이 암각화가 그려진 바위면을 일부 덮고 있어 암각화의 제작시기를 층위학적으로 설명할 수 있게 되었다. 이는 지금까지 한국암각화 연구에 걸림돌로 남아있던 암각화의 편년문제를 해명할 수 있는 좋은 자료가 될 것으로 기대된다.